# 컴퓨터 소프트웨어 윤리기구
컴퓨터 소프트웨어 윤리기구(일본어: コンピュータソフトウェア倫理機構, Ethics Organization of Computer Software, EOCS)는 일본의 성인 게임을 중심으로 한 게임 류의 윤리적인 규제 및 심사를 행하는 사단법인이다. 약칭은 소프륜 혹은 소프린(ソフ倫).

## 개요
본 단체에 의한 심사는 법적 구속력이 없는 자주적 심사로, 심사를 거치지 않아도 성인 게임을 발매할 수는 있다.(즉, 성인 전용의 동인 게임은 대상 외에 속한다.) 그러나, 소프륜은 심사를 통하지 않고 발매된 소프트웨어에 대해서는 시중에 유통되지 않도록 유통업자에게 통지하는 방침을 실시한다. 또한, 청소년 보호육성 조례가 시행되고 있는 46개의 도도부현 중 21개의 부현에서 게임의 판매 규제 실시 시의 지정 심사 단체로서 소프륜을 공식 지정하고 있으며, 전국적인 측면에서도 성인 게임의 발매시에는 소프륜 및 콘텐츠·소프트 협동조합(CSA)에 의한 심사가 사실상 필수적인 절차로 인식되고 있다.
소프륜은 '자주적 심사 단체'이기 때문에 위반 사항에 대한 행정적 처분이나 법률적인 구속을 하지 않는다는 것을 전제로 활동한다.
성인 게임이 아닌 일반 가정용 게임의 심사는 컴퓨터 오락 등급 기구(CERO)에서 실시되고 있다.

## 단체 설립의 경위
소프륜이 설립되기 이전의 성인 게임의 성적인 묘사는 규제가 거의 없는 상태였으며, 각각의 메이커의 자주성에 따르는 지극히 자유로운 것이었다.
그러나 1991년의 '사오리 사건'이 발생한 후, 규제가 거의 행해지지 않는 성인 게임 업계에 대한 여론의 비판이 커져가자 각각의 메이커들은 자주적인 규제를 강화하여 '18세 미만 판매 금지'를 소프트웨어에 표기하는 것으로 일시적으로 해결하였다. 하지만 그 후, '18세 미만 판매 금지'를 표기하지 않은 몇 개의 성인 게임이 미야자키현에서 '유해 도서'로 지정되는 사건이 발생하자 일본 여론은 업계를 향하여 다시금 규제에 대한 대책을 요구하였다. 이리하여, 이전부터 희망하는 회원 기업에게 'PC 소프트협회 실(seal)'이라는 명칭의 독자적인 18세 미만 금지 표기를 배포하고 있던 '일본 퍼스널 컴퓨터 소프트웨어 협회'(JPSA, 현 컴퓨터 소프트웨어 협회)가 움직임을 받아, 당시 이 협회 소속이던 'Panther Software'가 나서서 대형 메이커와의 대화를 실시해 결국 소프륜을 설립하게 되었다.
그러나 이러한 설립의 경위는 '일부 메이커에게 추가적인 이익이 주어지고 있는 것이 아닌가'하는 비판이 업계 내외에서 항상 제기되도록 하는 문제점도 낳았다.

## 단체 설립 후
설립 직후에는 '일반 소프트웨어 작품'('전 연령 대상'적 의미)과 '18세 미만 금지 소프트웨어' 단 2가지 종류로 분류하는 심사만을 실시하고 있었으나, 1994년 6월부터 '15세 미만 금지'에 해당하는 'R 지정' 분류가 추가된다. 이것은 '재팬 홈 비디오'에서 발매되었던 《졸업 II ~Neo Generation~》이 성적인 묘사 이외의 이유(미성년자의 음주와 흡연)로 '18세 미만 금지'가 되었을 때, 제작사의 항의를 받아들여서 추가적인 분류를 만들게 된 것이다.
소프륜의 윤리 규정이 적용된 후에는 실제로 존재하지 않는 상상의 인물이라 하여도 '근친 관계상의 그 어떤 성행위'나 '18세 미만인 인물의 성적인 묘사'가 금지되었다. 또한, 학원물로 분류되는 성인 게임의 세계관도 크게 바뀌어서, 사용 시에 등장 인물이 18세 미만이 될 수 밖에 없는 '고등학교' 등의 용어 대신, 18세 미만임이 확실치 않은 '○○학원' 또는 18세 이상인 것이 분명한 '○○대학'이라는 용어가 주로 쓰이게 되었다. 이러한 변화는 1997년에서 1998년을 거치며 발생하였다.
PC에 있어서의 비디오 CD나 DVD 재생 환경이 보급화되자 이러한 분야에서도 심사 업무를 실시하게 되었다. DVD에 대해서는 '일본 비디오 윤리 협회'에서도 심사를 하고 있으며 각 단체 간의 기준에 약간의 차이가 있지만, 서로의 심사 결과를 존중하자는 취지의 협약을 체결하였다. 이런 이유로 유통·판매시에는 둘 중 어떤 곳의 심사를 거쳤는지 상관하지 않고 동등한 것으로 취급한다.
이후 DVD 플레이어의 보급이 확산되자, 소프륜에서는 DVD의 스토리 분할 방식을 이용한 게임을 'DVD 플레이어즈 게임(DVD Players Game, DVDPG)'이라는 새로운 명칭의 종류로 분류하였다.
2009년 4월 28일자로 비법인사단에서 일반 사단법인이 되었다. 이후 9월 18일에는, 일반적인 게임과의 혼동을 피하고 '18세 미만 구입 금지'의 정보 전달을 더 효과적으로 하기 위하여 소프륜 하위의 메이커에서 제작하는 성인 게임의 호칭에 '미소녀 게임'이 아닌 'R18 게임'을 사용하기로 결정하였다.

### 임원 구성
2009년부터 지속된 구성이다.
이사장
스즈키 아키히코(鈴木昭彦) - 'NEXTON(ネクストン)' 소속
부이사장
아리타 아키히사(有田昭久) - '이안츠(イーアンツ)' 소속
사이토 히로시(齋藤博) - 'HS(エイチエス)' 소속
감사
우메무라 유키히로(梅村幸弘) - '스퀘어(スクウェア)' 소속
칸노 히로시기(菅野洋紀) - '데지아니메(デジアニメ)' 소속
이사
오츠키 켄이치로(大月健一郎) - '레인 소프트웨어(レインソフトウエア)' 소속
핫토리 미치사토(服部道知) - '그린 우드(グリーンウッド)'(Light) 소속
시라키 요시노부(白木慶喜) - '챔피언 소프트(チャンピオンソフト)' 소속
나카오카 마코토(中岡誠) - '아이원(アイワン)'(ILLUSION) 소속

## 심사
심사 방법에는 완성품을 바탕으로 심사하는 '사전 유료 심사'와 작품의 일부분 만을 심사한 후 나머지는 제작사의 자주적인 규제에 맡기는 '자주 심사' 2가지 방법이 있지만, 자주 심사가 더 많이 이루어진다.
심사를 통과한 제품에는 이하와 같은 3종류의 실(seal)이 첨부 되어 매장에 유통된다.
- 18세 미만의 고객에게 판매 할 수 없는 소프트웨어 작품 = 18세 미만 판매 금지 ('R18 게임'[7])
  - 직경 25mm의 원모양이며, 중앙에 크게 '18'이란 숫자가 프린트되어 있으며 추가적으로 '18세 미만 불가'라고 덧붙여져 있다.
- 일반 소프트 작품의 제한 = 15세 미만 판매 금지('R 지정')
  - 직경 25mm의 원모양이며, 중앙에 크게 'R'이라고 프린트되어 있다. 성적 묘사는 없거나 또는 그 수준이 미미하지만, 대신 폭력이나 범죄 행위 등의 묘사가 있기도 하다.
- 일반 소프트웨어 작품(전연령 대상)
  - 세로 10mm, 가로 20mm의 직사각형 모양이며 'EOCS 심사제'라고 프린트되어 있다. CERO의 '전 연령 대상'에 비하면 그 규제가 많이 느슨한 편이기 때문에 연애나 반나체, 속옷 노출 정도의 묘사는 이 분류에서 다루어지기도 한다.

소프륜에 속하는 회사는 하위의 브랜드에서 판매하는 모든 작품이 심사를 거쳐야만 한다. 성적 묘사가 일절 없는 '비 성인 게임'이나, 설정집과 같은 게임이 아닌 소프트웨어도 심사의 대상이 된다. 이전에는 폭력이나 그 외의 반사회적인 표현에는 많은 규제가 가해지지 않고 오로지 성적인 표현에 대해서만 행해져 왔지만, 근래에는 폭력적 표현 등에도 심사 수위를 올리고 있다.

## 문제점
2003년에 소프트웨어 회사 '호비복스(ホビボックス)'가 이전까지 성인 비디오 심사 단체였던 '미디어 윤리 협회(약칭 미디륜)'에 가입한 것을 계기로, 호비복스와 소프트웨어 유통 독점 계약을 맺고 있던 '아쥬(アージュ)', '니트로 플러스(ニトロプラス)'등의 일부 브랜드가 소프륜을 탈퇴하였다. 이후 위의 기업들이 게임의 심사를 미디륜에서 받게 되면서, 지금까지 성인 게임의 심사를 독점하고 있던 소프륜이 미디륜과 처음으로 경쟁 상태에 놓이게 되었다. 게다가 소프륜에서는 규제 사항에 해당하는 일부 내용이 미디륜에서는 인정되고 있기 때문에 미디륜으로의 이동을 준비하는 메이커가 서서히 많아지고 있다.
이러한 현상의 해결을 위해 2005년부터, 1999년 11월에 시행된 일본 법률 '아동 매춘, 아동 포르노와 관련된 행위 등의 처벌 및 아동의 보호 등에 관한 법률'과 관련된 소프륜의 기준의 일부 변경되어서, 친가 3촌 이내(근친)의 성적인 묘사의 제약 완화, 일부 금지 단어의 철폐 등이 이루어지고 있다.
컴퓨터 오락 등급 기구(약칭 CERO)에서도 PC게임의 심사를 시작하였다. 이 기구에는 미디어 매체로의 전개로 성인 게임 브랜드에서 가정용 게임 브랜드로 급성장을 이룬 아쿠아플러스와 '아벨(アーベル)'이 소속되어 있다.
이러한 각 기구의 대립·경쟁적 상황 때문에 정작 중요한 '윤리에 대한 기준'이 바로 서지 않는다는 우려의 목소리가 있다. 미국의 '오락 소프트웨어 등급 위원회(ESRB)'와 같이 전반적인 게임 소프트웨어에 적용될 수 있는 통일된 윤리 기준을 가진 단 하나의 기구를 원하는 목소리도 있다.

## 주된 규제에 대한 설명

### 로리타계(18세 미만) 작품에 대한 표현의 규제
- 연령이나 외관 등의 외부적 설정을 상관하지 않고, '어린이용 메는 가방', '유치원 등의 원아복'에 관련된 성적 표현은 금지되어 있다.
- 이하의 단어의 경우 등장인물들이 18세 미만임을 내포하고 있기 때문에, 성인 게임(특히 성적 묘사를 포함한 장면)에서는 이하의 단어들이 규제 단어로 지정되어 있다.[12]
  - 유아·갓난아이·젖먹이
  - 스튜던트·학생·학생 수첩·소년·소녀
  - 로리·로리타·로리콘
  - 유아·어린 소녀·유치원생
  - 아동·초등학생·소학부·초등부·학동(소학부 학생)·수학 여행
  - 중학·중학생·중학부·중등부
  - 고교·고교생·○고생·현역 수험생·여고생·여자 고등학생·고등 학원·고등부·하이스쿨

18세 미만임이 확실치 않은 '여자 학생', '○○학원'과 18세 이상인 것이 분명한 '여대생', '○○대학' 등의 용어 사용은 금지되지 않았다.
위와 같은 제한 단어를 피하기 위해 게임의 매뉴얼이나 패키지, 또는 게임 구동 후의 첫 화면에 〈등장 인물은 모두 18세 이상입니다〉 등을 표기하기도 한다.

## 업계의 주요 단체로서의 역할
소프륜은 윤리 기준 규제의 역할 외에도 성인 게임 업계를 통합하는 기능을 하기도 한다. 예를 들면, 소프트웨어의 불법 복제를 막기 위한 '복제 방지'와 '제품 활성화'(라이선스 검사)의 규격을 정립하여 업계의 제작사들에게 추천하거나, 게임 제작자를 목표로 하는 학생들에게 장학금을 지급하는 등, 업계 진흥을 위한 활동을 실시하고 있다.
판매점의 소프트웨어 진열 방식이나 구매자에 대한 연령 확인 방법 등, 판매점에 대한 지도 또한 실시하고 있다.
2009년에는 '모에 게임 어워드(일본어: 萌えゲーアワード)'를 후원하였다.
2006년 4월부터 일본 경제산업성의 지도에 의해, 이하의 단체와 '영상 콘텐츠 윤리 협의 회의'에서 심사 기준·표시의 일원화를 논의하고 있다.
- 영화윤리위원회 (약칭 EIRIN)
- 일본 비디오 윤리 협회 (약칭 비디륜 또는 NEVA)
- 컴퓨터 엔터테인먼트 협회 (약칭 CESA)
- 컴퓨터 오락 등급 기구 (약칭 CERO)
- 일본 어뮤즈먼트 기계 공업 협회 (약칭 JAMMA)